# Humedales orientales de Chiloé
Los humedales orientales de Chiloé son un conjunto de humedales ubicados en el archipiélago de Chiloé, provincia de Chiloé, región de Los Lagos, Chile. Son diez humedales en la costa oriental de la isla, que ocupan un área de 1900 ha y que incluyen a las comunas de Quinchao, Curaco de Vélez, Dalcahue y Castro. La administración del área la ejerce la Dirección General del Territorio Marítimo y Marina Mercante (DIRECTEMAR) de la Armada de Chile.
En enero de 2011 fueron designados para formar parte de la red hemisférica de reservas para aves playeras como sitio de categoría «hemisférico».

## Humedales
Los diez humedales son: Castro, Chullec, Curaco, Nercón, Pullao, Putemún, Quinchao, Rilán, San Juan y Téguel.
El humedal de Putemún está ubicado en la parte final del fiordo de Castro y ocupa una zona de 183,5 ha. Corresponde a un estuario con marisma que en épocas de marea baja forma extensas zonas arenosas y fangosas. Presenta una variedad de sistemas ecológicos que lo hacen ideal para más de sesenta especies de aves acuáticas y terrestres.
La mesa «Humedales de Chiloé, patrimonio de todos», coordinada por la Secretaría Regional Ministerial (Seremi) del Ministerio de Medio Ambiente e integrada por la Corporación Nacional Forestal (Conaf), el Servicio Nacional de Turismo (Sernatur), Sernapesca, el Gobierno de Chiloé, las comunas, organizaciones no gubernamentales, universidades y el parque privado Tantauco, se constituyó para buscar una figura de protección para el área. 
El humedal de Pullao, ubicado al sureste de Castro, es una planicie intermareal amplia por la que se desarrolla una alta actividad vehicular debido a la presencia de centros de cultivo para la mitilicultura (cultivo de mejillones), centros de cultivo de salmones y recolección de algas rojas. 
El humedal de Chullec está a 7 km de Curaco de Vélez, en la isla de Quinchao. Está conformado por una bahía de plataforma arenosa y fangosa expuesta a las altas fluctuaciones de la marea. También aquí se desarrolla actividad vehicular por la presencia de explotaciones acuícolas. Existe para el sector un programa de desarrollo comunitario orientado a la protección del ambiente y las tradiciones.

## Fauna
Más de ochenta especies de aves utilizan estos humedales como sitios de alimentación, descanso y reproducción, entre ellos, el 30 % de la población mundial de zarapito pico recto, y el zarapito trinador. Ambas especies se reproducen en América del Norte. Otras especies presentes son el flamenco chileno, el rayador americano, el chorlito chileno y cisne cuello negro. 

## Ruta patrimonial
Mediante la  resolución n.º 1999, el 22 de septiembre de 2011 el Ministerio de Bienes Nacionales suscribió con las comunas un convenio de prestación de acciones de apoyo para habilitar el programa «ruta patrimonial archipiélago de Chiloé: humedales, avifauna y cultura», que consiste en integrar las variables naturales y culturales, principalmente relacionadas con los humedales, con la unión de los puntos de interés más notables, y con especial atención a la prestación de servicios turísticos. El Centro de Estudios y Conservación del Patrimonio Natural (CECPAN) se adjudicó el proyecto y diseñó la nueva ruta patrimonial. El circuito total de la ruta tiene una extensión de 180,6 km. Uno de los tramos inicia en Tenaún, pasa por San Juan y termina en Dalcahue; otro inicia en Dalcahue y finaliza en Castro; y el último atraviesa la isla Quinchao desde Curaco de Vélez hasta Quinchao. Por esta ruta se puede acceder a los humedales para el avistamiento de aves nativas y migratorias y otras actividades turísticas.